# Walter Haensch
Heinrich Walter Gerhard Haensch, né le 3 mars 1904 à Hirschfelde, district de la commune de Zittau, et mort le 21 avril 1994 à Engelskirchen, est un SS-Obersturmbannführer. Il est surtout connu pour sa participation à la Shoah, dans son rôle de commandant du Sonderkommando 4b de l'Einsatzgruppe C en Ukraine occupée. Haensch est condamné à mort lors du procès des Einsatzgruppen en 1948, mais est libéré en 1955 à la suite de la commutation de sa peine.

## Biographie

### Études et début de carrière
Fils de médecin exerçant à Hirschfelde, Heinrich Haensch est membre de l'Association de jeunesse Jungdeutscher Orden (ordre des jeunes allemands) de 1923 à 24. Haensch étudie le droit à l'Université de Leipzig . En juin 1931, à l'âge de 27 ans, il rejoint le NSDAP (numéro de membre 537.265). Après avoir terminé son stage de droit, il réussit l'examen d'État en 1934. En février 1935, il rejoint l'administration municipale de Döbeln en Saxe, où il travaille jusqu'en juillet 1935. Le 1er août 1935, il rejoint la SS (numéro de membre SS : 272573) et à l'automne 1935 travaille pour le Sicherheitdienst. Haensch obtient son doctorat en 1939 à l'université de Leipzig avec une thèse sur la restructuration de la police depuis la « Machtergreifung (prise de pouvoir) ».

### Seconde guerre mondiale
Au Reichssicherheitshauptamt (RSHA, Bureau principal de la sécurité), Haensch dirige la division ID 2 chargé des questions disciplinaires de la SS. Son supérieur direct est Bruno Streckenbach. Selon le témoignage de Haensch lors de son interrogatoire après la fin de la guerre, Streckenbach l'informa par téléphone en janvier 1942 que Haensch devait diriger le Sonderkommando d'un Einsatzgruppen pendant un temps limité dans la sur le front de l'Est, contre l'Union soviétique. Il s'agit d'un test souhaité par le patron du RSHA, Reinhard Heydrich, car Haensch ne s'est occupé, jusqu'à présent, que des procédures disciplinaires internes et doit se familiariser avec les conditions dans l'Est.
Fin février 1942, Haensch part pour Berlin. Le 21 mars 1942, Fritz Braune est remplacé par Walter Haensch à la tête du commandement du Sonderkommando 4b dans l'Einsatzgruppe C qui suit le Groupe d'armées Sud Comme cela est établi dans la façon de procéder des Einsatzgruppen, le Sonderkommando 4b, sous la direction de Haensch capturé le 3 avril 1942  50 otages à Jitomir et abat la moitié d'entre eux. Fin avril/début mai 1942, le Sonderkommando 4b capture 1038 prisonniers à Horlivka, dont 727 reçoivent le Sonderbehandlung (traitement spécial c'est-à-dire meurtre) par le Sonderkommando 4b. Parmi les 727 personnes tuées figurent « 461 partisans, membres de bataillons de destruction, saboteurs, pillards ainsi que des militants communistes et des agents du NKVD (Selon le rapport de l'Einsatzgruppe C du 5 juin 1942)  Après trois mois, Walter Haensch est remplacé à la mi-juin 1942 par son successeur August Meier qui rejoint le poste le 5 juillet 1942.
De 1943 jusqu'à la fin de la guerre en 1945, Haensch est stationné au Danemark occupé où il est délégué en septembre 1943 auprès du plénipotentiaire du Reich au Danemark, Werner Best. À partir du 12 octobre 1944, il dirige la ville d'Appenrade pour le plénipotentiaire du Reich.

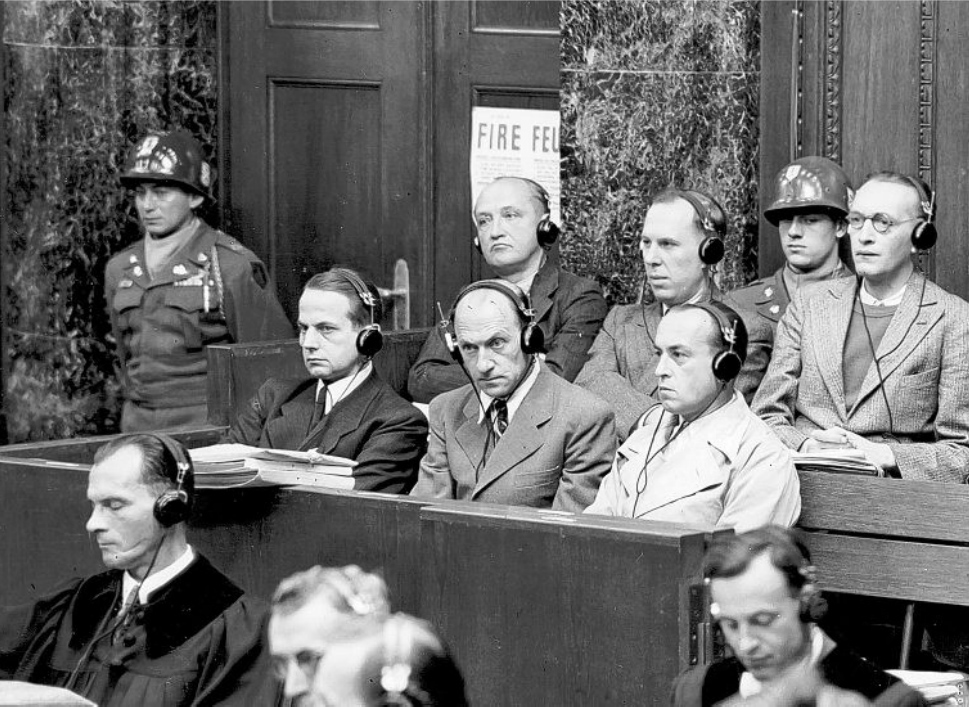
Nuremberg (1947-1948), une séance du procès des Einsatzgruppen avec six des vingt-quatre prévenus, de gauche à droite au 1er rang : Ohlendorf (exécuté en 1951) ; Jost (libéré en 1952) ; Naumann (exécuté en 1951) ; au 2e rang : Biberstein (libéré en 1958) ; Braune (exécuté en 1951) ; Walter Haensch (libéré en 1955).

### Après la guerre
Entre 1947 et 1948 Haensch est l'un des 24 accusés dans le procès des Einsatzgruppen. La stratégie de défense de Haensch est de nier tout responsabilité et connaissance des crimes. Au cours du procès, il déclare qu'il n'apprend le meurtre planifié et organisé des Juifs qu'après la fin de la guerre. Avant sa prise de fonction, le Sonderkommando 4b tua au moins 1224 Juifs mais Haensch ne veut rien savoir à ce sujet. Pour la fusillade de 60 prisonniers qu'il a ordonnée à Barvinkove, il est prouvé que Haensch est au courant de la situation de 32 des prisonniers. Le 9 avril 1948, Haensch est reconnu coupable des trois chefs d'accusation: crimes contre l'humanité, crimes de guerre et appartenance à une organisation criminelle. Il est condamné à mort en avril 1948. Jusqu'à ce que la condamnation à mort soit confirmée, il est incarcéré à la prison de Landsberg.
Le 31 janvier 1951, la condamnation à mort de Haensch est commuée en 15 ans d'emprisonnement. Haensch est finalement libéré en 1955 après n'avoir purgé qu'une partie de sa peine.

## Œuvre
- Der organisatorische Weg zur einheitlichen Reichspolizei seit 1933 (Le chemin organisationnel vers la police du Reich unifiée depuis 1933, Berlin 1939 DNB